# Hillesheim (Rheinhessen)
Hillesheim település Németországban, Rajna-vidék-Pfalz tartományban. Lakosainak száma 662 fő (2023. december 31.).

## Népesség
A település népességének változása:
| Lakosok száma | 518  | 657  | 652  | 672  | 671  | 662  |
|               | 1975 | 2017 | 2019 | 2021 | 2022 | 2023 |